# Autolycus (månekrater)
Autolycus er et nedslagskrater på Månen, beliggende på Månens forside i den sydøstlige del af Mare Imbrium. Det er opkaldt efter den græske astronom, matematiker og geograf Autolycus (ca. 360 – ca. 290 f.Kr.).
Navnet blev officielt tildelt af den Internationale Astronomiske Union (IAU) i 1935. 
Krateret observeredes første gang i 1645 af Johannes Hevelius.

## Omgivelser
Vest for Autolycus ligger Archimedeskrateret, der er mere end dobbelt så stort som Autolycus. Lige nord for befinder Aristilluskrateret sig, og de ydre volde fra disse to kratere overlapper hinanden i den mellemliggende strækning af maret. 

## Karakteristika
Randen i Autolycus er noget irregulær, selvom den i det store og hele er cirkulær. Det har en lille ydre vold og dets indre er uregelmæssigt uden nogen central top. Krateret har et let strålesystem, som strækker sig over en afstand på mere end 400 km, og noget af strålematerialet synes at ligge hen over den "oversvømmede" bund i Archimedeskrateret.
Luna 2-månesonden slog ned på Månens overflade lige vest-sydvest for kraterranden.

## Satellitkratere
De kratere, som kaldes satellitter, er små kratere beliggende i eller nær hovedkrateret. Deres dannelse er sædvanligvis sket uafhængigt af dette, men de får samme navn som hovedkrateret med tilføjelse af et stort bogstav. På kort over Månen er det en konvention at identificere dem ved at placere dette bogstav på den side af satellitkraterets midte, som ligger nærmest hovedkrateret. Autolycuskrateret har følgende satellitkratere:
| Autolycus | Længde  | Bredde | Diameter |
| --------- | ------- | ------ | -------- |
| A         | 30,9° N | 2,2° E | 4 km     |
| K         | 31,2° N | 5,4° E | 3 km     |

## Måneatlas
- Billeder af Autolycuskrateret i LPI-måneatlasset